# Aphis klimeschi
Aphis klimeschi är en insektsart som först beskrevs av Carl Julius Bernhard Börner 1950.  Aphis klimeschi ingår i släktet Aphis och familjen långrörsbladlöss. Enligt den finländska rödlistan är arten starkt hotad i Finland. Arten är reproducerande i Sverige. Artens livsmiljö är strandängar vid sötvatten. Inga underarter finns listade i Catalogue of Life.